# Уједињена левица
Уједињена левица (шп. Izquierda Unida) је политичка коалиција коју су 1986. године организовале политичке организације које су биле против уласка Шпаније у НАТО. Организована је од различитих група левичара, зелених, левих социјалисти и републиканаца, али је доминантна организација Комунистичка партија Шпаније.
Најважнија упоришта Уједињене левице су у Андалузији, Мадриду и Астурији.